# Smoothie King Center
De Smoothie King Center (oorspronkelijk: New Orléans Arena) is een indoor-sportstadion gelegen in New Orleans. Vaste bespelers zijn de New Orleans Pelicans. Het stadion was plaats van locatie voor de NBA All Star Game in 2008 en zal het zijn in 2014. Met een capaciteit van 17.971 voor concerten, is het naar capaciteit de grootste arena van Louisiana. 